# Nicolas Haquin
Pour les articles homonymes, voir Haquin.
Nicolas Haquin, né le 15 décembre 1980 à Léhon (Côtes-d'Armor), est un footballeur français. Il joue au poste d'attaquant.

## Biographie
Formé au Stade lamballais, Nicolas rejoint l'En avant de Guingamp en 2005 où il dispute 35 matchs et inscrit 6 buts avant de partir en 2009 pour le Clermont Foot où il joue 70 matchs sur deux saisons et inscrit 11 buts. Il est notamment l'auteur d'un raid solitaire de 70 m qui permet à Clermont de battre Saint-Étienne 2 à 0.
Il est laissé libre par le club auvergnat en fin de saison 2010-2011. Début août 2011, il est pris en essai par l'US Boulogne. Il ne sera pas conservé par l’entraîneur boulonnais et s'engage avec le club morbihannais du Vannes OC le 22 août 2011. Le club évolue en National. Après une première saison très mitigée (seulement deux buts en championnat) il est évoqué du côté de Saint-Malo mais le VOC le conserve. Auteur d'un triplé lors du premier tour de la coupe de la ligue face au GFCO Ajaccio il n'a toujours pas retrouvé le chemin des filets en championnat accumulant les mauvaises prestations.
En juin 2013, il quitte le VOC, alors que son contrat touche à sa fin.
Le 31 janvier 2014, il signe à Trélissac (Dordogne), le club évolue en CFA. Il s'engage ensuite à l'US Saint-Malo (CFA) pour la saison 2014-2015.

## Carrière
- 2001-2004 : Lamballe FC  France
- 2004-2005 : EA Guingamp B  France
- 2005-2009 : EA Guingamp  France (35 matchs, 6 buts)
- 2009-2011 : Clermont Foot  France (70 matchs, 11 buts)
- 2011-2013 : Vannes OC  France (48 matchs, 3 buts)[1]
- 2013-2014 : Trélissac Football Club  France (12 matchs, 1 but)
- 2014-2015 : Union sportive Saint-Malo  France (31 matchs, 3 buts)

## Palmarès
- 1 sélection en Équipe de Bretagne en 2008 (Bretagne – Congo : 3-1), 1 but.
- Vainqueur de la Coupe de France 2009 (ne joue pas la finale)

## Statistiques
À l'issue de la saison 2010-2011
- 105 matchs et 17 buts en Ligue 2